# Liste der sächsischen Kriegsminister
Die Liste der sächsischen Kriegsminister (ab 1918 „Minister für Militärwesen“) umfasst die Kriegsminister des Königreichs Sachsen sowie der folgenden Republik Sachsen in der Frühzeit der Weimarer Republik.

## Liste
- 1831–1839: Johann Adolf von Zezschwitz
- 1839–1846: Gustav von Nostitz-Wallwitz
- 1846–1848: Karl Friedrich Gustav von Oppell
- 1848: Albrecht Ernst Stellanus von Holtzendorff
- 1848: Karl Friedrich Gustav von Oppell
- 1848–1849: Karl Friedrich August Treusch von Buttlar
- 1849–1866: Bernhard von Rabenhorst
- 1866–1891: Alfred von Fabrice
- 1891–1902: Paul von der Planitz
- 1902–1914: Max von Hausen
- 1914–1916: Adolph von Carlowitz (dreimal kurzzeitig, dazwischen Viktor von Wilsdorf)
- 1916–1918: Viktor von Wilsdorf
- 1918–1919: Hermann Fleißner (USPD)
- 1919: Gustav Neuring (SPD)
- 1919: Bruno Kirchhof (SPD)